# Lutas nos Jogos Olímpicos de Verão de 2024 - Livre até 62 kg feminino
A categoria livre até 62 kg feminino das lutas nos Jogos Olímpicos de Verão de 2024 foi realizada no Grand Palais Éphémère em Paris, França, em 9 e 10 de agosto de 2024. Um total de 16 lutadoras, cada uma representando um Comitê Olímpico Nacional (CON), participaram do evento.

## Qualificação
Dezesseis vagas de cota estavam disponíveis, com cada CON restrito a no máximo uma vaga. Foram atribuídas cinco vagas no Campeonato Mundial de Luta de 2023, entre 16 e 24 de setembro em Belgrado, na Sérvia. As finalistas de cada categoria nos quatro torneios de qualificação continentais (Ásia, Europa, Américas e o combinado África e Oceania) também receberam vagas de cota. O restante das vagas foi alocado no Torneio de Qualificação Olímpica de 2024, oferecendo um mínimo de três cotas.

## Calendário
Horário local (UTC+2)
| Data                 | Horário | Fase                |
| -------------------- | ------- | ------------------- |
| 9 de agosto de 2024  | 11:00   | Fases eliminatórias |
| 9 de agosto de 2024  | 18:15   | Semifinais          |
| 10 de agosto de 2024 | 11:00   | Repescagem          |
| 10 de agosto de 2024 | 19:30   | Finais              |

## Medalhistas
| Ouro   | JPN Sarah Hildebrandt        |
| Prata  | UKR Yusneylys Guzmán         |
| Bronze | KGZ Yui Susaki NOR Feng Ziqi |

## Resultados
A competição foi realizada em dois dias até a definição dos medalhistas:
Legenda
- F — Vitória por queda.

### Chave principal
|  | Oitavas de final        | Oitavas de final        | Oitavas de final |  |  | Quartas de final       | Quartas de final       | Quartas de final     |    |                        | Semifinais             | Semifinais           | Semifinais |  |  | Final | Final | Final |
|  |                         |                         |                  |  |  |                        |                        |                      |    |                        |                        |                      |            |  |  |       |       |       |
|  | KGZ Aisuluu Tynybekova  | KGZ Aisuluu Tynybekova  | 5                |  |  |                        |                        |                      |    |                        |                        |                      |            |  |  |       |       |       |
|  | NGR Esther Kolawole     | NGR Esther Kolawole     | 1                |  |  | KGZ Aisuluu Tynybekova | KGZ Aisuluu Tynybekova | 6                    |    |                        |                        |                      |            |  |  |       |       |       |
|  | TUR Nesrin Baş          | TUR Nesrin Baş          | 2                |  |  | USA Kayla Miracle      | USA Kayla Miracle      | 6                    |    |                        |                        |                      |            |  |  |       |       |       |
|  | USA Kayla Miracle       | USA Kayla Miracle       | 12               |  |  |                        |                        |                      |    | KGZ Aisuluu Tynybekova | KGZ Aisuluu Tynybekova | 2                    |            |  |  |       |       |       |
|  | BUL Bilyana Dudova      | BUL Bilyana Dudova      | 8                |  |  |                        | UKR Iryna Koliadenko   | UKR Iryna Koliadenko | 9  |                        |                        |                      |            |  |  |       |       |       |
|  | SWE Johanna Lindborg    | SWE Johanna Lindborg    | 3                |  |  | BUL Bilyana Dudova     | BUL Bilyana Dudova     | 3                    |    |                        |                        |                      |            |  |  |       |       |       |
|  | MGL Pürevdorjiin Orkhon | MGL Pürevdorjiin Orkhon | 7                |  |  | UKR Iryna Koliadenko   | UKR Iryna Koliadenko   | 7                    |    |                        |                        |                      |            |  |  |       |       |       |
|  | UKR Iryna Koliadenko    | UKR Iryna Koliadenko    | 8                |  |  |                        |                        |                      |    |                        | UKR Iryna Koliadenko   | UKR Iryna Koliadenko | 1          |  |  |       |       |       |
|  | NOR Grace Bullen        | NOR Grace Bullen        | 12               |  |  |                        | JPN Sakura Motoki      | JPN Sakura Motoki    | 12 |                        |                        |                      |            |  |  |       |       |       |
|  | TUN Siwar Bousetta      | TUN Siwar Bousetta      | 2                |  |  | NOR Grace Bullen       | NOR Grace Bullen       | 10                   |    |                        |                        |                      |            |  |  |       |       |       |
|  | KOR Lee Han-bit         | KOR Lee Han-bit         | 0                |  |  | GER Luisa Niemesch     | GER Luisa Niemesch     | 0                    |    |                        |                        |                      |            |  |  |       |       |       |
|  | GER Luisa Niemesch      | GER Luisa Niemesch      | 3                |  |  |                        |                        |                      |    | NOR Grace Bullen       | NOR Grace Bullen       | 7                    |            |  |  |       |       |       |
|  | CAN Ana Godinez         | CAN Ana Godinez         | 5                |  |  |                        | JPN Sakura Motoki      | JPN Sakura Motoki    | 7F |                        |                        |                      |            |  |  |       |       |       |
|  | FRA Améline Douarre     | FRA Améline Douarre     | 2                |  |  | CAN Ana Godinez        | CAN Ana Godinez        | 0                    |    |                        |                        |                      |            |  |  |       |       |       |
|  | ROU Kriszta Incze       | ROU Kriszta Incze       | 0                |  |  | JPN Sakura Motoki      | JPN Sakura Motoki      | 11                   |    |                        |                        |                      |            |  |  |       |       |       |
|  | JPN Sakura Motoki       | JPN Sakura Motoki       | 4F               |  |  |                        |                        |                      |    |                        |                        |                      |            |  |  |       |       |       |

### Repescagem
|  | Repescagem              | Repescagem              | Repescagem |  | Disputa pelo bronze     | Disputa pelo bronze     | Disputa pelo bronze |  |  |  |  |
|  |                         |                         |            |  |                         |                         |                     |  |  |  |  |
|  | MGL Pürevdorjiin Orkhon | MGL Pürevdorjiin Orkhon | 3          |  | MGL Pürevdorjiin Orkhon | MGL Pürevdorjiin Orkhon | 6                   |  |  |  |  |
|  | BUL Bilyana Dudova      | BUL Bilyana Dudova      | 1          |  | KGZ Aisuluu Tynybekova  | KGZ Aisuluu Tynybekova  | 6                   |  |  |  |  |
|  |                         |                         |            |  |                         |                         |                     |  |  |  |  |
|  | ROU Kriszta Incze       | ROU Kriszta Incze       | 0          |  | CAN Ana Godinez         | CAN Ana Godinez         | 0                   |  |  |  |  |
|  | CAN Ana Godinez         | CAN Ana Godinez         | 2          |  | NOR Grace Bullen        | NOR Grace Bullen        | 11                  |  |  |  |  |